# Споменик Васи Пелагићу
Споменик Васи Пелагићу се налази у Београду, на Врачару. Представља непокретно културно добро као споменик културе.
Споменик Васи Пелагићу (1838-1899), истакнутом револуционару, публицисти, просветитељу и претечи модерне социјалистичке мисли у Србији, подигнут је 1952. године, у парку између Катићеве улице и Булевара ослобођења.
На конкурсу расписаном 1949. године за овај споменик, прва награда је припала младом вајару Миши Поповићу, који је споменик и извео. Постављен је у новом парку код Старе опсерваторије, који је уређен добровољним радом.